# Ca rater
El ca rater mallorquí és un ca de petites proporcions, originari de Mallorca.
L'origen d'aquesta raça no està del tot clar, però la seva vinculació amb el gos rater valencià és molt evident per la seva proximitat geogràfica i per referències històriques. A principis del segle xx, es varen produir migracions de valencians a l'illa pel cultiu d'arròs en zones humides d'albufera. Aquest fet va poder implicar la introducció de cans per a la caça de rosegadors.
La seva implicació amb l'àmbit agrari, a més de caçador (les rates de camp eren utilitzades pel consum humà), també ha estat un excel·lent caçador de llebres i conills. Per altra banda, en un context popular s'ha anomenat eriçoner, ja que és molt probable que eriçons i altre caça menor hagin estat les seves preses més assequibles. Però el sistema de caça és diferent a altres cans, com el ca eivissenc. Ja que el ca rater s'introdueix dins els batzers i va traient a poc a poc la llebre (aquest fet es denomina buidar). Les seves qualitats com gran caçador li ve donat per la seva estructura física petita i per les seves cames musculades les quals li proporciona l'habilitat de realitzar grans bots.
Per altra banda, el ca rater mallorquí és un bon ca de companyia. Antigament vinculat a mantenir les instal·lacions de ramat lliures de rosegadors i, també, és un ca de guàrdia ideal. El seu caràcter és ben despert, nerviós i intel·ligent, a més de ben amorós amb el seu amo.

## Estàndard

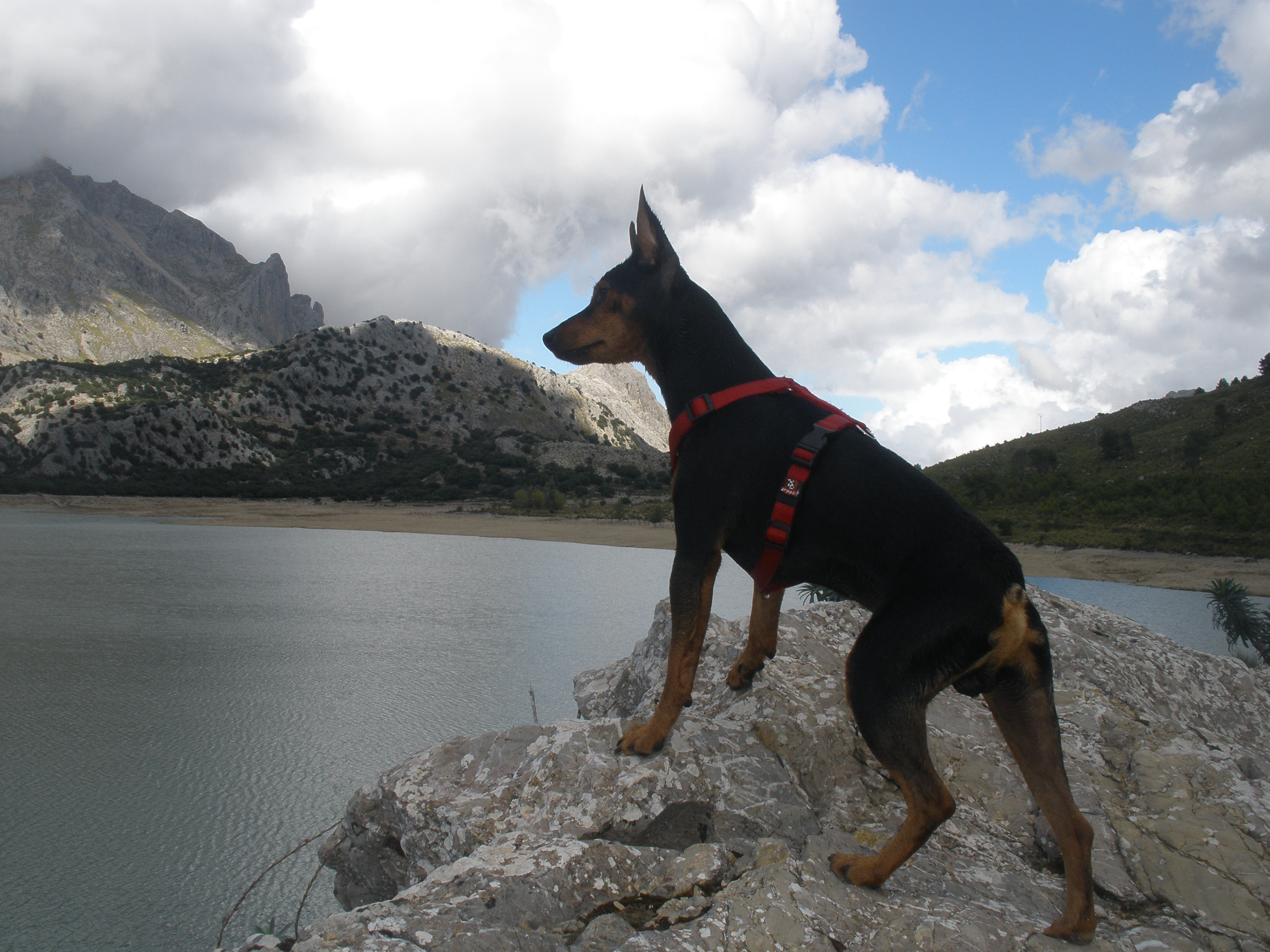
Ca rater mallorquí

El ca rater mallorquí està reconegut oficialment com a raça canina pel Govern de les Illes Balears i pel Govern d'Espanya des de 2002. En aquest any s'enregistra el Club Espanyol de Ca Rater Mallorquí, però la seva existència se situa des de 1990. També està catalogat dins de les races autòctones de les Illes Balears.
L'aparença general del ca rater mallorquí és de ser un ca de no més de 5 kilograms.
El cap es troba en proporció amb el cos. La cara s'aguditza cap al nas de color negre, ulls rodons i de color ambre, llavis fins, orelles fermes i coll robust, de la mateixa longitud que el cap.
L'estructura del cos és quadrangular als mascles i més allargada a les femelles, aquestes són de menors proporcions. El pit és ample, el costellam arquejat, el ventre recollit i la gropa és musculada i arrodonida. La cua està tallada a ran del cos o pot presentar una vèrtebra, però hi ha vegades que els cussons poden néixer sense cua o amb una rudimentària que cau.
Les extremitats són musculades i fortes, especialment les posteriors, i els peus de "llebre", fins.
La pell es fina i aferrada al cos, no presenta plecs ni papada, el pèl és curt i llis. Quant el color es dona sempre clapes de color foc al nas seguint el llambrot, fins a les galtes, damunt dels ulls (donant l'expressió quatre ulls) i al perfil intern de les orelles. També és corrent que aparegui una clapa de color foc al pit. El to foc pot variar de ser més encès fins mat.
A part d'aquesta generalitat, el ca rater mallorquí pot ser negre, el més comú, però també existeix la variant en color marró, amb el color ambre d'ulls més clar. A més, aquesta raça també pot ser tricolor en negre o marró (tricolor en negre, blanc i foc; o tricolor en marró, blanc i foc). Totes aquestes variants són reconegudes, amb major o menor clapejat del blanc sobre l'altre color. Així, als tricolors les ungles no són negres com els individus negre i foc, sinó que depenent de les clapes de la pell poden ser blanques i negres, igual que els mugrons de les femelles.